# Ferdinand Lepcke

Ferdinand Lepcke

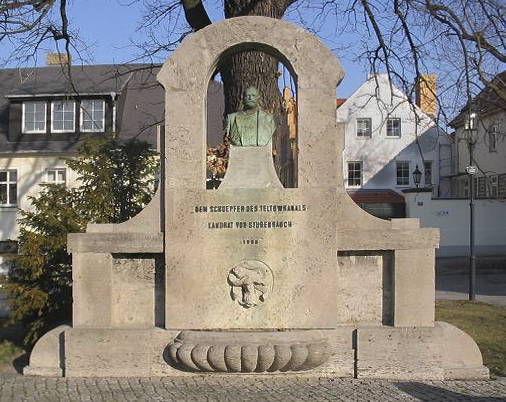
Denkmal für Ernst von Stubenrauch in Teltow

Ferdinand Lepcke (* 23. März 1866 in Coburg; † 12. März 1909 in Berlin) war ein deutscher Bildhauer.

## Leben
Ferdinand Lepcke wurde am 23. März 1866 in Coburg geboren. Seine Ausbildung erhielt er im Atelier der Brüder Biber und an der Schule des Kunstgewerbemuseums in Berlin. Von Oktober 1883 bis September 1890 studierte er an der Berliner Akademie, ab 1888 als Meisterschüler von Fritz Schaper. 1891 wurde er Mitglied beim Verein Berliner Künstler. 1893 zeichnete ihn die Preußische Akademie der Künste mit dem großen Staatspreis, der aus einem Stipendienjahr in Rom bestand, aus. Weitere Studienreisen führten ihn später nach Frankreich und Kopenhagen. Der Großherzog von Sachsen-Weimar verlieh Lepcke 1895 das Ritterkreuz des Hausordens vom Weißen Falken. 1903 erhielt er auf der Großen Berliner Kunstausstellung eine kleine Goldmedaille. Am 8. Juni 1905 verlieh ihm der Berliner Minister für geistliche Unterrichts- und Medizinalangelegenheiten den Professorentitel. Lepcke starb an einer Lungenentzündung am 12. März 1909 in Berlin.

## Werke (Auswahl)

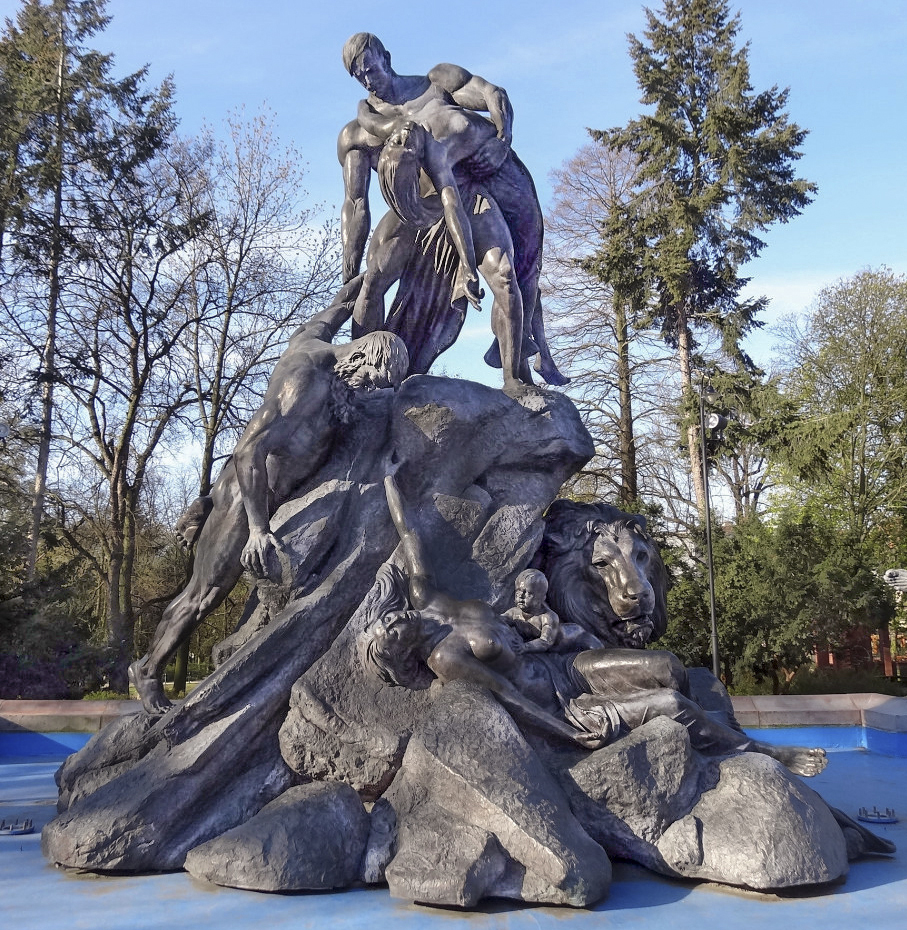
Sintflutbrunnen in Bydgoszcz

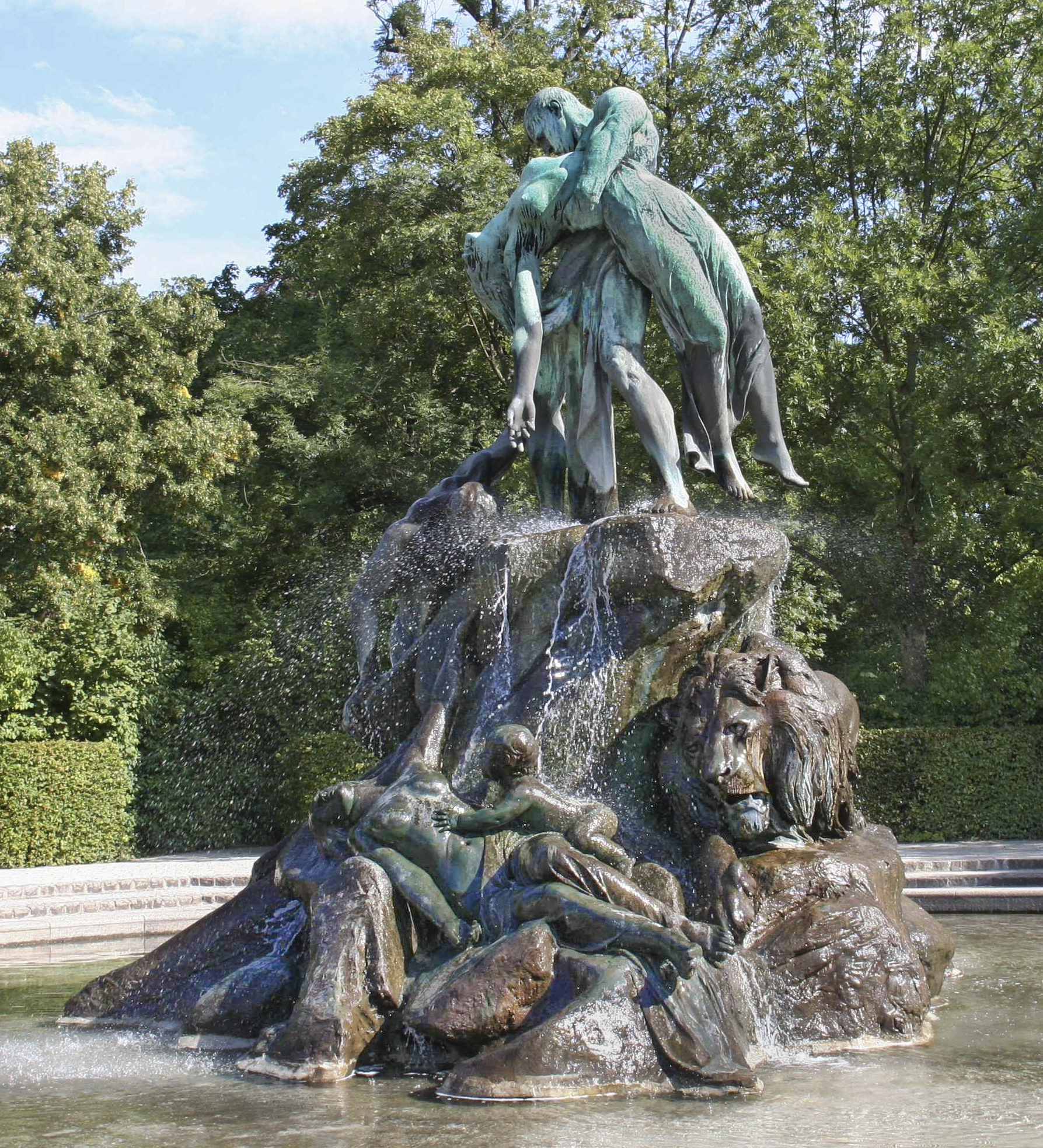
Sintflutbrunnen in Coburg

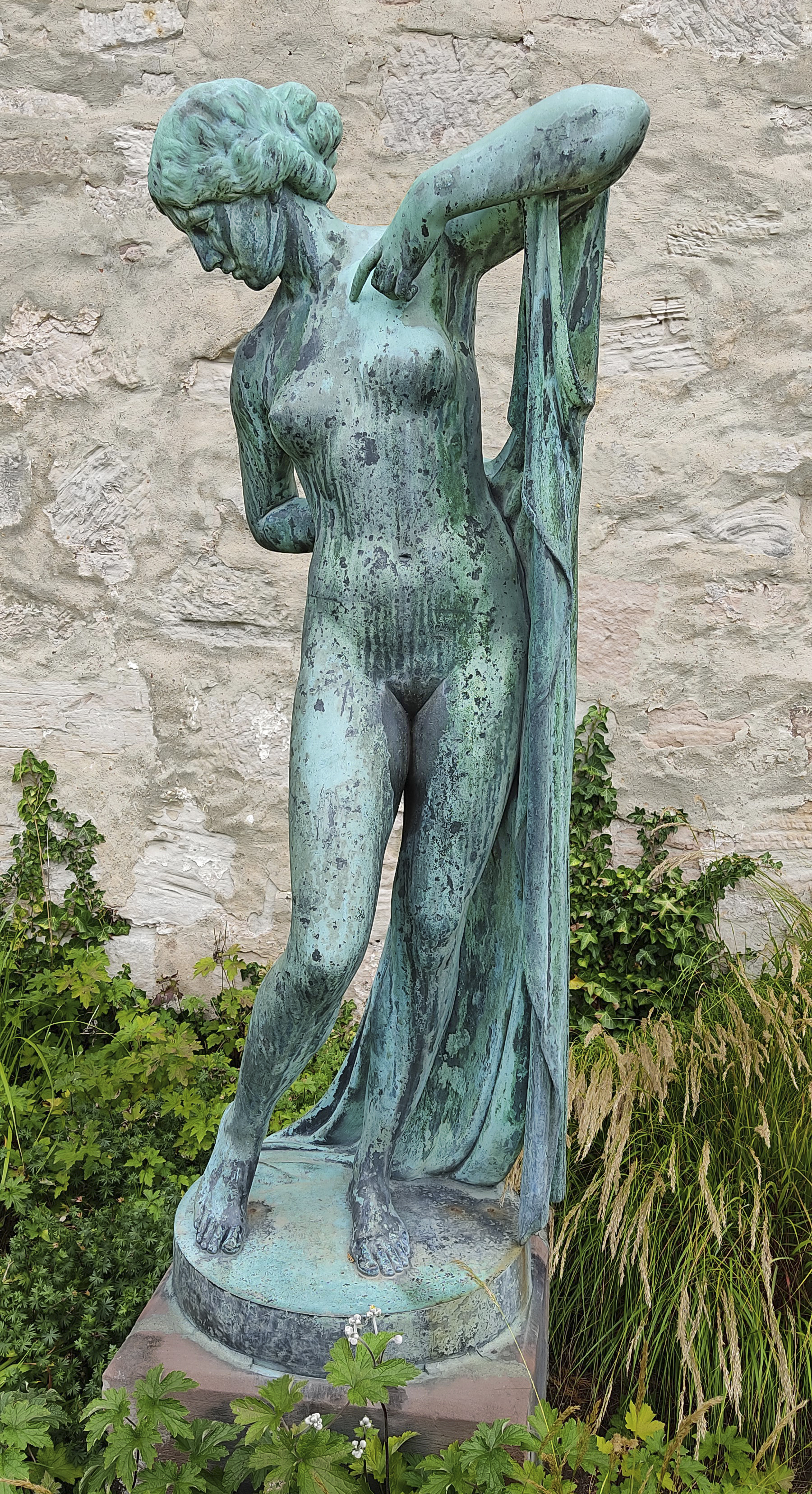
Phryne im kleinen Rosengarten in Coburg

- 1892 Büsten Andreas Sigismund Marggraf und Franz Carl Achard am Gebäude Dorotheenstraße 10 in Berlin (bis 1945), heute im Zucker-Museum Berlin[2]
- 1892 Statue Justus Jonas der Ältere in der Schlosskirche Wittenberg[3]
- vor 1893 Eva, Die Badende, Liegendes Mädchen, Büste Herr von Strantz[4]
- 1893 Statue Bildhauer,[5] von der Nationalgalerie Berlin angekauft, 1896 in Sandstein ausgeführt und im Februar 1897 in der Säulenhalle der Nationalgalerie  aufgestellt,[6] verschollen
- 1894 Die Schreibende, Gips[7]
- 1894 Büste des Herrn Professor Dr. Ad. Paalzow[7]
- 1895 Kriegerdenkmal 1870/71, Apolda (enthüllt am 14. Juli; Guss bei Martin & Piltzing Berlin; 1972 zerstört)
- 1895 Büste des Herrn Strohl-Fern, Gips[8]
- 1897 Büste des Herrn Prof. Hermann Munk[9]
- 1897 Büste des Herrn Geh. Medizinalrath Professor Dr. Fritsch[9]
- 1899 Herme von Friedrich Rückert aus Carraramarmor, Viktoriapark, Berlin[10]
- 1898 Böses Gewissen, Bronze[11]
- 1899 Überrascht, Bronzegruppe[12]
- 1903 Riesenspielzeug (Weibliche Figur)[13]
- 1903 Büste Ernst Ewald, Gips[13]
- 1903 Sintflutbrunnen[13]
  - 1904 in Bydgoszcz (Bromberg), 1943 eingeschmolzen, bis zum Sommer 2014 wieder errichtet[14]
  - 1906 Kopie der Hauptfigurengruppe in Coburg
  - 1916 verkleinerte Kopie aller drei Figurengruppen in Eisleben, 1942 eingeschmolzen
- 1904 Wiedersehen[15][16] Eremitage (Sankt Petersburg), wird bis heute von der Kunstgießerei Lauchhammer als ca. 60 cm hohe Bronzeskulptur angeboten.[17]
- 1904 Büste des Kunstmalers A. Meyer, Gips[15]
- 1905 Tänzerin[18][19], Kunstsammlungen der Veste Coburg
- 1905 Bildnisbüste der Frau Bankier Wagner, Bronze[18]
- 1905/06 Statue Bogenspannerin[20][21]
- 1907 Heimkehr, Bronze[22]
- 1907 Büste F. von Strantz, Gips[23]
- 1907/08 Phryne im Rosengarten, Coburg
- 1907/08[24] Bronzefigur der Phryne, Liegewiese am Schlachtensee (verschollen), 2007 als Nachguss aus der Kunstgießerei Lauchhammer auf dem Vorplatz des S-Bahnhofs Nikolassee, Berlin
- 1908 bronzenes Bismarck-Relief am Bismarckturm, Hildburghausen
- 1908 Denkmal für Ernst von Stubenrauch in Teltow
- 1909 Wasserschöpfende, Bronze[25]